# Chlorotettix
Chlorotettix är ett släkte av insekter. Chlorotettix ingår i familjen dvärgstritar.

## Dottertaxa tillChlorotettix, i alfabetisk ordning[1]
- Chlorotettix atriceps
- Chlorotettix attenuatus
- Chlorotettix aurum
- Chlorotettix bakeri
- Chlorotettix balli
- Chlorotettix bergi
- Chlorotettix berryi
- Chlorotettix bicoloratus
- Chlorotettix bimaculatus
- Chlorotettix bipartitus
- Chlorotettix boliviellus
- Chlorotettix borealis
- Chlorotettix breviceps
- Chlorotettix brevidus
- Chlorotettix brunneus
- Chlorotettix canolaterus
- Chlorotettix capensis
- Chlorotettix caudata
- Chlorotettix convexus
- Chlorotettix delicatus
- Chlorotettix dentatus
- Chlorotettix distinctus
- Chlorotettix divergens
- Chlorotettix dozieri
- Chlorotettix duospinus
- Chlorotettix durus
- Chlorotettix emarginata
- Chlorotettix essbejus
- Chlorotettix excultus
- Chlorotettix fallax
- Chlorotettix filamentus
- Chlorotettix floridanus
- Chlorotettix forcipata
- Chlorotettix frameus
- Chlorotettix fraterculus
- Chlorotettix fulvicus
- Chlorotettix fumidus
- Chlorotettix fuscifascicatus
- Chlorotettix galbanatus
- Chlorotettix giganteus
- Chlorotettix grandis
- Chlorotettix guerrerus
- Chlorotettix hamiltoni
- Chlorotettix hamula
- Chlorotettix harmodios
- Chlorotettix inscriptus
- Chlorotettix iridescens
- Chlorotettix kassiphone
- Chlorotettix languidus
- Chlorotettix latocinctus
- Chlorotettix latus
- Chlorotettix limosus
- Chlorotettix lingulus
- Chlorotettix liquarus
- Chlorotettix lobatus
- Chlorotettix longibrachium
- Chlorotettix lugens
- Chlorotettix lusoria
- Chlorotettix luteosus
- Chlorotettix maculatus
- Chlorotettix maculosus
- Chlorotettix malevius
- Chlorotettix mansuetus
- Chlorotettix maximus
- Chlorotettix melanotus
- Chlorotettix meriscus
- Chlorotettix minima
- Chlorotettix montanus
- Chlorotettix nauticus
- Chlorotettix necopina
- Chlorotettix neotropicus
- Chlorotettix nigrolabes
- Chlorotettix nigromaculatus
- Chlorotettix nimbuliferus
- Chlorotettix nudata
- Chlorotettix obscurus
- Chlorotettix obsenus
- Chlorotettix occidentalis
- Chlorotettix ogloblini
- Chlorotettix orbicula
- Chlorotettix orbonata
- Chlorotettix pinus
- Chlorotettix polymaculatus
- Chlorotettix protensus
- Chlorotettix redimiculus
- Chlorotettix rotundus
- Chlorotettix rugicollis
- Chlorotettix scutellatus
- Chlorotettix septempunctus
- Chlorotettix serius
- Chlorotettix sexvarus
- Chlorotettix similis
- Chlorotettix sinchona
- Chlorotettix sinuosus
- Chlorotettix sordidus
- Chlorotettix spatulata
- Chlorotettix spinellus
- Chlorotettix spiniloba
- Chlorotettix stolata
- Chlorotettix striatus
- Chlorotettix subfuscus
- Chlorotettix suturalis
- Chlorotettix sycophantus
- Chlorotettix tergatus
- Chlorotettix tessellatus
- Chlorotettix torqus
- Chlorotettix tunicata
- Chlorotettix undatus
- Chlorotettix unicolor
- Chlorotettix vacuna
- Chlorotettix valenciai
- Chlorotettix venosus
- Chlorotettix virgus
- Chlorotettix viridius
- Chlorotettix vittata